# 週刊!芸能キング
『週刊!芸能キング』（しゅうかん げいのうキング）は、2006年1月13日から同年3月31日まで関西テレビで毎週金曜日 14:05 - 15:00に放送されていた情報番組。『2時ワクッ!』の後継番組として2006年1月にスタートした『F-CUBE』の金曜版である。
番組は、一週間に起きた芸能界の動きや裏ネタをリポーターとコメンテーターが解かりやすく解説。また、チュートリアルの2人がディープな関西情報を披露し、全国各地からのお取り寄せグルメも紹介していた。番組は基本的に、『2時ドキッ!』時代から毎週金曜日に放送されていた芸能情報を引き継いでいた。

## 出演者

### 司会
- 藤本景子（関西テレビアナウンサー）

### レギュラー
- 久本朋子
- 前田忠明（芸能リポーター）
- 松本佳子（芸能リポーター）
- チュートリアル（福田充徳・徳井義実）

### ナレーター
- モンスター前塚
- 大島榎奈

## スタッフ
- 構成：佐久間貴司、北村誠人
- TD （テクニカルディレクター）：藤澤一二
- カメラマン：有本龍介
- VE （ビデオエンジニア）：中西基
- 音声：澤口佳代子
- 照明：金子宗央
- 効果：三浦智子
- 美術：古江薫
- セットデザイン：萩原英伸
- 美術進行：西口英希
- タイトル：広田真吾
- ディレクター：加藤麻衣、田口誠一郎、日根祥年、山崎啓仁
- チーフディレクター：豊福陽子
- プロデューサー：栄川歩美
- チーフプロデューサー：谷口俊哉
- 映像協力：フジテレビ
- スタッフ協力：東通企画、イングス
- 制作協力：メディアQuest
- 制作著作：関西テレビ

## ネット局
- 関西テレビ（『週刊!芸能キング』制作局）
- 山陰中央テレビ
- 岡山放送
- テレビ愛媛
- テレビ長崎
- テレビ熊本